# Кифхойзер
Кифхойзер, или Кюфхёйзер (нем. Kyffhäuser) — небольшой по протяжённости покрытый лесом горный массив, являющийся частью Среднегерманской горной системы и находящийся к юго-востоку от Гарца. Горный массив расположен между долинами Хельме и Унструта. Наивысшей точкой массива является Кульпенберг, высотой 473,6 м с установленной на ней 94-метровой телевизионной мачтой.
В 7 км к востоку от Кельбры на горе Пфингстберг (Pfingstberg) находятся руины впервые упомянутого в 972 году королевского двора в Тилледе, который посещался почти всеми немецкими королями вплоть до 1198 года.

## Замок

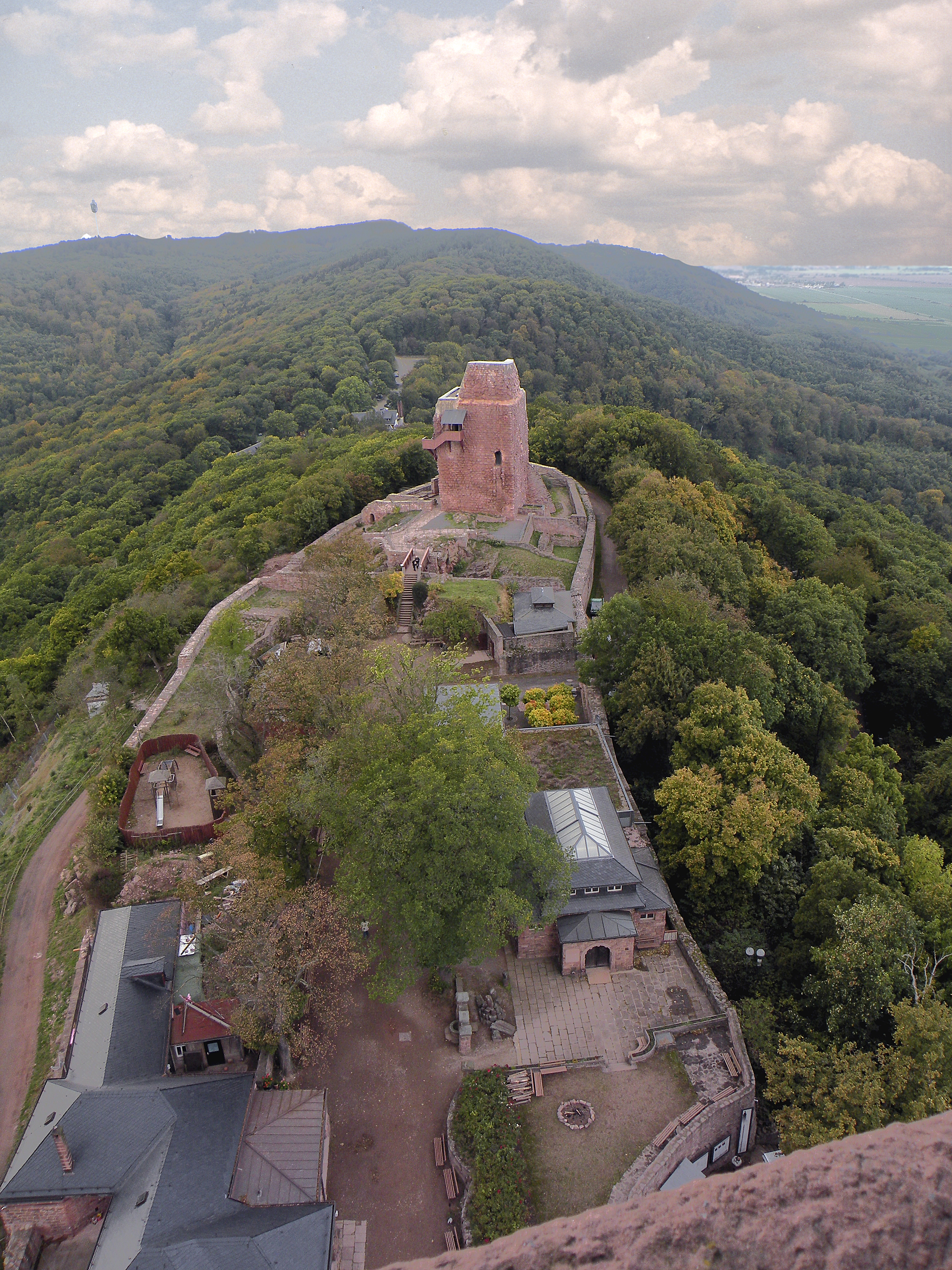
Замок Кифхаузен.
На фотографии видны остатки донжона, имевшего во времена Барбароссы высоту 30 м, от которой осталось нижняя часть высотой 17 м и толщиной стен 3 м. Вход в башню находился на высоте 10 м.

К востоку от Гарца, в местах, где согласно легенде ждёт своего часа Фридрих I Барбаросса (1152—1190), на северном склоне горного массива во времена раннего Средневековья со времён королей саксонской династии находился романский королевский замок Кифхаузен (Reichsburg Kyffhausen), от которого до нашего времени сохранились лишь руины.
Замок был построен во времена императора Генриха IV (1056—1106) для защиты королевской резиденции в недалеко расположенном городе Тилледа. Впоследствии замок неоднократно расширялся и стал одним из самых значительных замков Европы. Замок расположен на трёх поднимающихся одна над другой террасах.
На юго-западной оконечности Кифхойзера между долинами Штайнтальебен и Ротлебен в 1865 году была открыта живописная карстовая пещера, названная пещерой Барбароссы.
У подножья гор расположен город солеваров Бад-Франкенхаузен-Кифхойзер (Bad Frankenhausen/Kyffhäuser), в настоящее время известный своими соляными ваннами. В построенном в 1533 году ренессансном здании находится местный музей.

## Памятник
Неподалёку от замка Кифхаузен над Золотой Долиной (Goldenen Aue) 10 мая 1892 года по инициативе немецкого Военного общества (Kriegsvereine) было положено начало строительству огромного по размерам памятника, который был торжественно открыт в 1896 году.

## Музей-панорама
Панорама Крестьянской войны в Германии — гигантское здание, построенное в память о крестьянской войне на горе Шлахтберг (Schlachtberg).